# Lemmleinite-Ba
La lemmleinite-Ba è un minerale appartenente al gruppo della lemmleinite.

## Etimologia
Il nome è in onore del mineralogista e cristallografo russo Georgii Glebovich Lemmlein (1901-1962).